# Уједињени Арапски Емирати на Светском првенству у атлетици на отвореном 2015.
Уједињени Арапски Емирати су учествовали на Светском првенству у атлетици на отвореном 2015. одржаном у Пекингу од 22. до 30. августа дванаести пут. Репрезентацију Уједињених Арапских Емирата представљале су две такмичарке које су се такмичиле у три дисциплине.,
На овом првенству представнице Уједињених Арапских Емирата нису освојиле ниједну медаљу, нити су постигли неки резултат.

## Учесници
Жене:
- Бетлхем Десалегн — 1.500 м, 5.000 м
- Алиа Саид Мохамед — 10.000 м

## Резултати

### Жене
| Атлетичарка       | Дисциплина | Лични рекорд | Квалификације | Квалификације | Полуфинале | Полуфинале  | Финале                | Финале             | Детаљи                                    |
| Атлетичарка       | Дисциплина | Лични рекорд | Резултат      | Место         | Резултат   | Место       | Резултат              | Место              | Детаљи                                    |
| ----------------- | ---------- | ------------ | ------------- | ------------- | ---------- | ----------- | --------------------- | ------------------ | ----------------------------------------- |
| Бетлхем Десалегн  | 1.500 м    | 4:05,13 НР   | 4:05,73 КВ    | 5. у гр. 1    | 4:17,92    | 10. у гр. 1 | Није се квалификовала | 21 / 34 (35)       |                                           |
| Бетлхем Десалегн  | 5.000 м    | 15:12,84 НР  | 15:48,52      | 8. у гр. 2    |            |             | Није се квалификовала | 18 / 24 / (27)     |                                           |
| Алиа Саид Мохамед | 10.000 м   | 31:51,86 НР  |               |               |            |             | Није завршила трку    | Није завршила трку | Архивирано на веб-сајту (25. август 2015) |